# Ananasový vzor

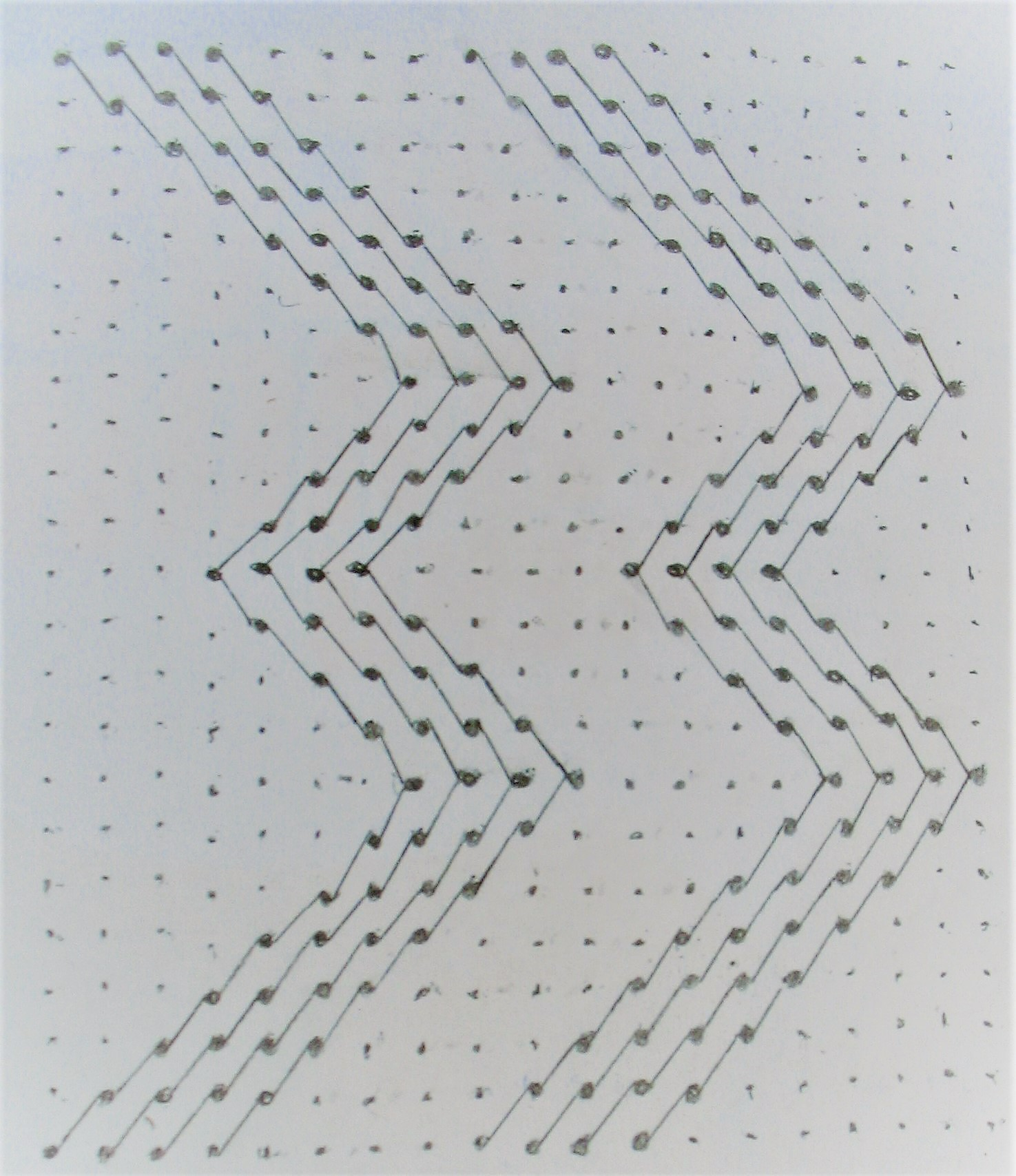
Schéma vazby „malého“ ananasu

Ananasový vzor je útvar připomínající povrch ananasového plodu, který se dá zhotovit různými technikami na plošných textiliích. 
- Na osnovních stávcích s háčkovým jehlami se zhotovuje ananasový vzor (nejčastěji) atlasovou vazbou tak, že posuvná kladecí lišta je obložena střídavě např. 4 jehlami s přízí a 4 prázdnými, se střídou vazby 12 řádků (na „malý“ ananas – viz nákres vpravo) a nebo 8/8 na „velký“ ananas. Vznikající plastický efekt se dá zesílit použitím různých materiálů, např. 1 nit viskóza, 6 nití vlna, 1 nit viskóza.

Použití: pyžamo, dětské oděvy, šály.
- V katalogu ISO se ananasový vzor (pinapple texture fabric) uvádí jako jedna z alternativ zátažné pleteniny s plastickým vzorem na lícní straně (cf. ISO /4921).[2]

- Na ručně háčkovanou krajku s ananasovým vzorem se nabízejí na internetu různé návody.[4] Háčkované ananasové motivy jsou známé asi od poloviny 18. století. Od 20. až do 60. let 20. století přišlo háčkování ananasových vzorů několikrát do módy a v 21. století je znovu populární.[5]

- V galerii jsou ukázky tištěného a splétaného ananasového vzoru.

## Galerie ananasových vzorů

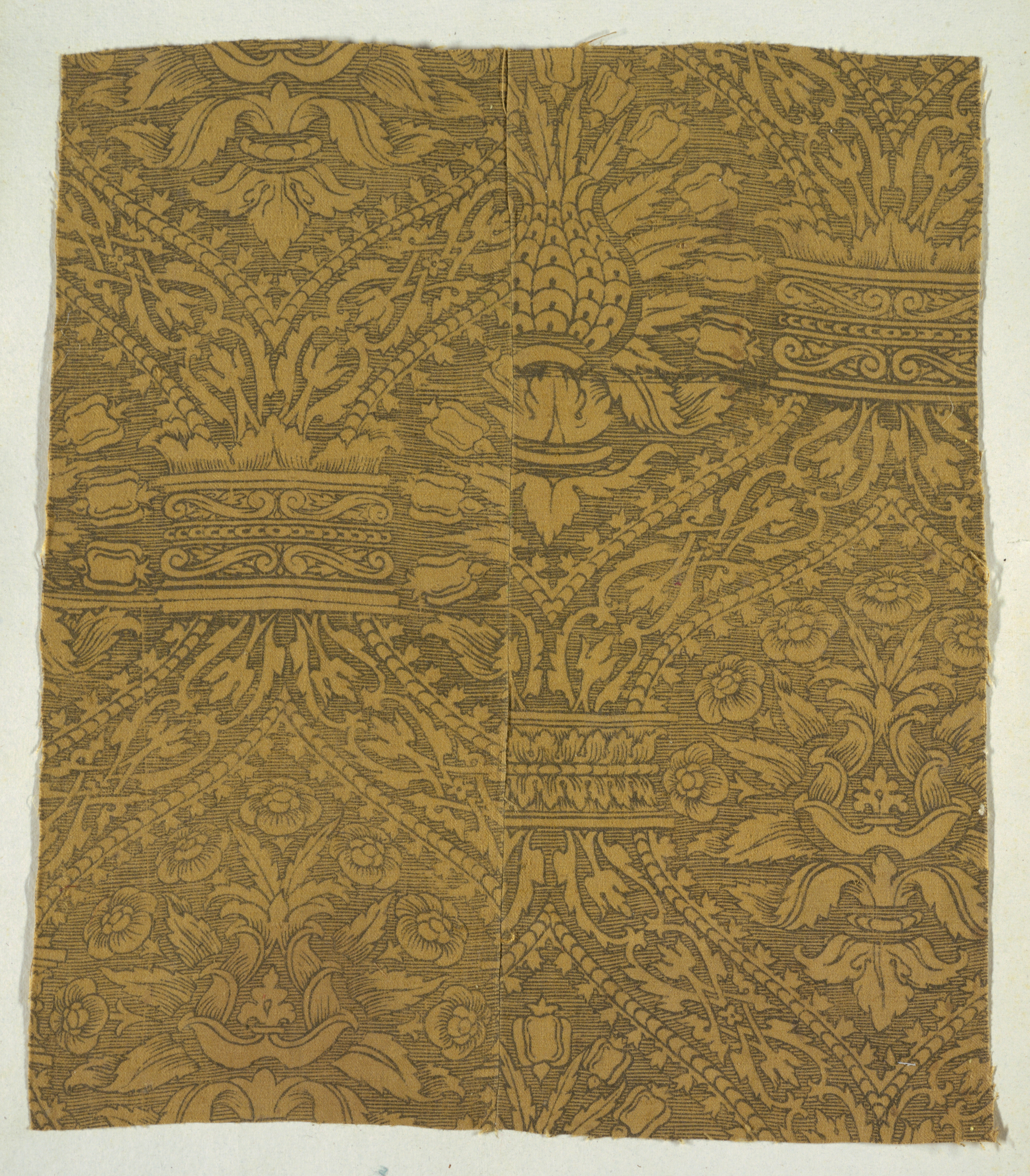
Ananasový vzor tištěný na tkanině ze směsi len/bavlna (Španělsko na přelomu 15. a 16. století)
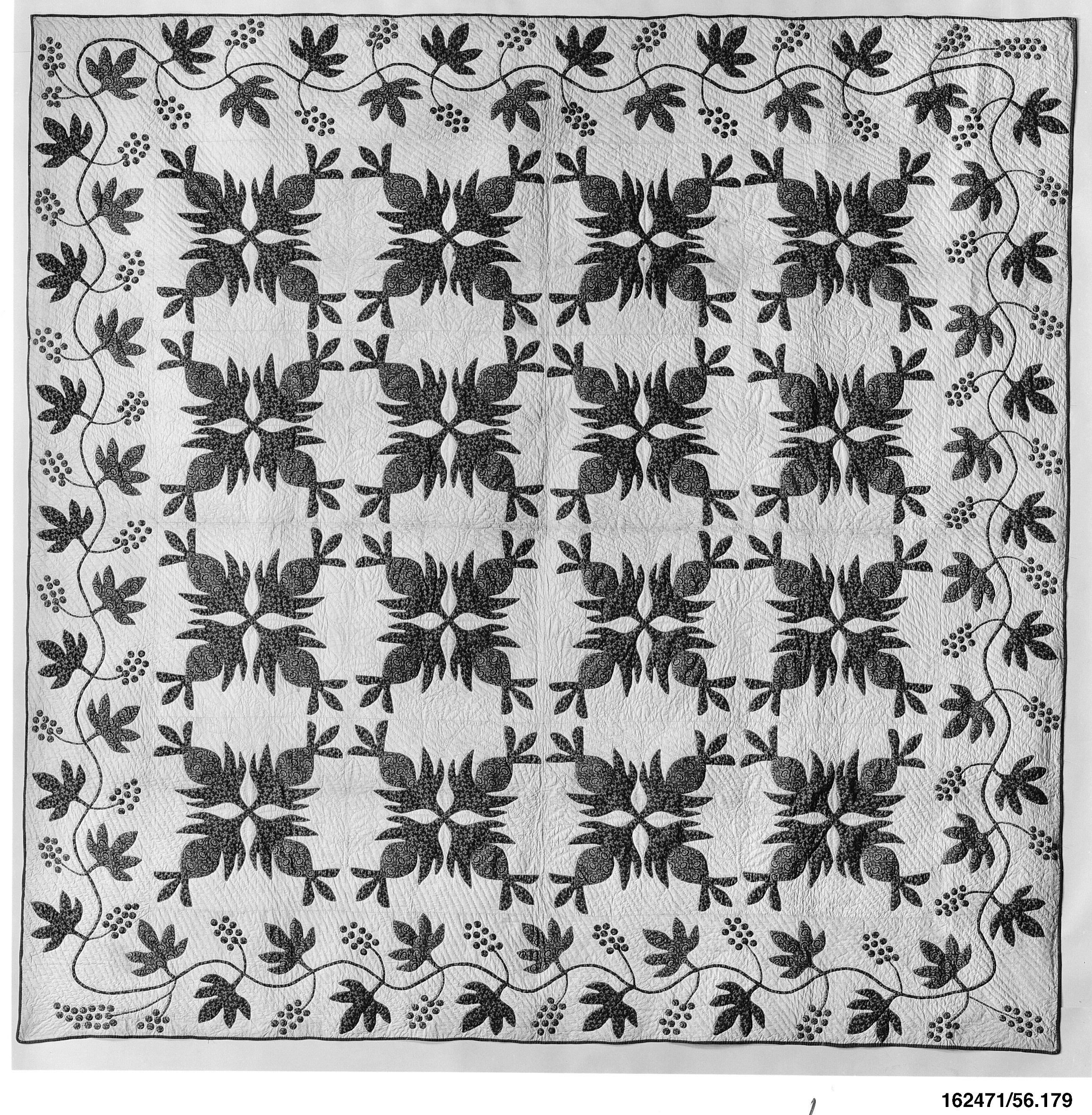
Quilt s ananasovým vzorem (USA 1865)
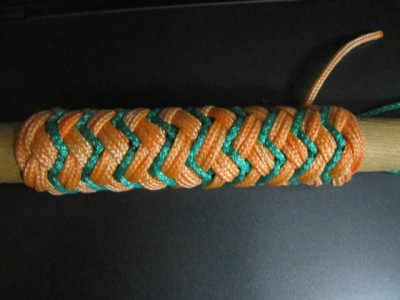
Ananasový vzor na pletenci
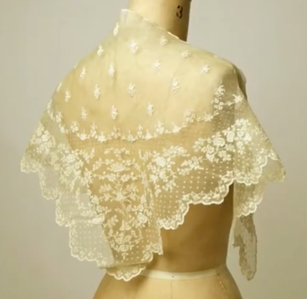
Krajka s ananasovým vzorem (Metropolitní muzeum umění 2020)